# Jamintoro
Jamintoro is een bestuurslaag in het regentschap Jember van de provincie Oost-Java, Indonesië. Jamintoro telt 3227 inwoners (volkstelling 2010).